# Emanuel Linkert
Emanuel Linkert (* 11. August 1934) ist ein ehemaliger deutscher Fußballspieler. Er spielte unter anderem in den 1950er Jahren für den SC Chemie Halle-Leuna und für die BSG Lok Stendal in der DDR-Oberliga, der höchsten Spielklasse im DDR-Fußball.

## Sportliche Laufbahn
Linkert begann seine Fußball-Laufbahn Ende der 1940er Jahre bei der SG Eintracht Gommern, 1951 wechselte er in die Kreisstadt zur Betriebssportgemeinschaft (BSG) Einheit Burg. Dort wurde er in der Saison 1952/53 erstmals im Männerbereich eingesetzt und bestritt in der zweitklassigen DDR-Liga sieben Punktspiele. Von 1954 bis 1956 spielte Linkert bei der BSG Post Mühlhausen, mit der er 1955 in die damals viertklassige Bezirksliga Erfurt aufstieg.
Noch im Laufe der Saison 1956 kam Linkert zum DDR-Ligisten SC  Chemie Halle-Leuna, der zuvor aus der DDR-Oberliga abgestiegen war. Am letzten Spieltag, als der SC Chemie bereits den Wiederaufstieg geschafft hatte, kam Linkert zu seinem ersten Punktspieleinsatz für die Hallenser, dabei erzielte er auch sein erstes Punktspieltor für den SC. Als Ersatz für den nicht einsatzbereiten etatmäßigen Angreifer Rolf Hoffmann bestritt Linkert die ersten fünf Oberligaspiele der Saison 1957 als Linksaußenstürmer und hatte mit vier Toren einen erfolgreichen Einstand. Nach der Rückkehr von Hoffmann kam er nur noch sporadisch zum Einsatz, gegen Ende der Saison fast nur noch als Einwechselspieler. Seine erste Oberligaspielzeit schloss Linkert mit 16 von 26 Punktspielen und fünf Toren ab. Auch 1958 hatte er mit sieben durchgehenden Einsätzen am Saisonbeginn einen guten Start, kam aber auf der neuen Position als rechter Stürmer zu keinem Torerfolg. Danach kam er neun Spieltage lang in der Oberliga nicht zum Einsatz. Später bestritt er noch vier Punktspiele und kam damit in der Saison 1958 nur auf elf Oberligaspiele und schoss auch nur ein Tor. Am Ende der Spielzeit mussten die Hallenser erneut absteigen.
Linkert schloss sich daraufhin dem Oberliga-Aufsteiger BSG Lok Stendal an. Dort wurde er in der Saison 1959 in 18 von 26 Oberligaspielen als Stürmer auf der rechten Seite eingesetzt, kam aber erneut nur einmal zum Torerfolg. Die Stendaler schafften nicht den Klassenerhalt und mussten 1960 wieder in der DDR-Liga antreten. Trotz des Abstiegs blieb Linkert diesmal bei der Mannschaft, wurde in allen 26 Punktspielen eingesetzt, war mit seinen 17 Treffern erfolgreichster Schütze der BSG Lok und war damit maßgeblich am sofortigen Wiederaufstieg beteiligt.
Noch vor Beginn der Saison 1961/62 (Rückkehr zum Sommer-Frühjahr-Spielrhythmus) setzte sich Linkert in die Bundesrepublik ab und schloss sich dem FSV Frankfurt an. Der FSV wurde 1963 mit Linkert Meister der 2. Oberliga Süd und qualifizierte sich damit für die neu eingerichtete zweitklassige Regionalliga Süd. Dort spielte Linkert weiter bis 1966 für den FSV Frankfurt. Innerhalb von drei Spielzeiten mit insgesamt 108 Punktspielen kam Linkert auf 85 Einsätze, in denen er 14 Tore erzielte. Später war Linkert als Fußballtrainer bei unterklassigen Vereinen tätig, so verhalf er 1976 der SG Ober-Erlenbach zum Aufstieg in die hessische Landesliga Süd.